# NGC 222
NGC 222 (również ESO 29-SC4) – gromada otwarta znajdująca się w gwiazdozbiorze Tukana. Należy do Małego Obłoku Magellana. Odkrył ją James Dunlop 1 sierpnia 1826 roku.